# Pedro Milá y Camps
Pere Milà y Camps (Barcelona, 1874 - Barcelona, 22 de febrero de 1940) fue un abogado, industrial y político español.

## Biografía
Fue empresario de la plaza de toros La Monumental de Barcelona y organizó la primera carrera de coches en la ciudad. 
Con su esposa, Roser Segimon, viuda de Josep Guardiola i Grau y heredera de la gran fortuna de este último (gracias a la cual el matrimonio Milá-Segimón pudo financiar todos los proyectos y negocios) encargó al arquitecto Antoni Gaudí la construcción de la Casa Milà (La Pedrera). Fue elegido diputado por el distrito electoral de Solsona en las elecciones generales de 1907 en la candidatura de Solidaridad Catalana, y nuevamente como monárquico independiente en las elecciones generales de 1910 y 1914. Entre 1916 y 1917 fue senador por la provincia de Lérida.
Pere Milà, evolucionó de la Lliga Regionalista a los partidos tradicionales hasta apoyar al dictador, Miguel Primo de Rivera. En 1931 publicó, sin firmar y anónimamente, el libro Perogrullo, diputado constituyente donde, a lo largo de setenta y siete páginas, exponía sus teorías políticas: supresión del sufragio universal, animadversión al estatuto de Autonomía, elogio de la dictadura y críticas a Francesc Cambó, entre otras cuestiones.
Durante la Guerra civil la plaza de toros había acogido, en los primeros tiempos, mítines de dirigentes republicanos. Las escasas corridas de toros celebradas en aquellos momentos habían tenido lugar en la plaza de Las Arenas, hasta que la Dirección General de Seguridad las prohibió. Durante la segunda mitad de la guerra, La Monumental se convirtió en un garaje y almacén de chatarra, y se sacaron parte de los bancos de madera para construir unas rampas de cemento por las que circulaban los vehículos. Además los Milá tuvieron que huir y su piso de la Pedrera fue ocupado por el gobierno de la Generalidad de Cataluña. Tras finalizar la guerra, regresaron y recuperaron todas sus posesiones.

## Familia
Era hijo de Pedro Milá Pi y primo del que sería presidente de la Diputación de Barcelona, José María Milá Camps.